# قارچ کلاه شیری پشم دار
قارچ کلاه شیری پشم دار، (نام علمی:  Lactarius torminosus)، یک قارچ کلاهک دار بزرگ است. این گونه به‌طور معمول و گسترده در شمال آفریقا، شمال آسیا، اروپا و آمریکای شمالی یافت می‌شود. نخستین بار جیکوب کریستیت شافر در سال ۱۷۷۴ به توصیف علمی آن به عنوان یک آگاریک (کلاهک دار) پرداخت و سپس در سال ۱۸۲۱ این قارچ را ساموئل فردیک گری به سردهٔ لاکتاریوس منتقل کرد.